# Elencos da Team Coop
A equipa ciclista norueguesa Team Coop tem tido ao longo da sua história os seguintes elencos:

## Team Sparebanken Vest

### 2005
| Nome                  | Nascimento | Nacionalidade | Equipa de 2004         |
| Are Hunsager Andresen | 09/05/1975 | Noruega       | Team Sparebanken Vest  |
| Morten Christiansen   | 16/05/1974 | Noruega       | Neoprofissional        |
| Gunnar Eidsheim       | 11/09/1981 | Noruega       | Neoprofissional        |
| Kristian Ellertsen    | 21/05/1982 | Noruega       | Team Sparebanken Vest  |
| Morten Hegreberg      | 11/06/1977 | Noruega       | Jartazi-Granville Team |
| Frank Pedersen        | 02/02/1980 | Noruega       | Team Sparebanken Vest  |
| Gabriel Rasch         | 08/04/1976 | Noruega       |                        |
| Stian Remme           | 04/06/1982 | Noruega       | Team Sparebanken Vest  |
| Einar Strand          | 08/10/1980 | Noruega       | Team Sparebanken Vest  |

### 2006
| Nome                   | Nascimento | Nacionalidade | Equipa de 2005              |
| Are Hunsager Andresen  | 09/05/1975 | Noruega       | Team Sparebanken Vest       |
| Morten Christiansen    | 16/05/1974 | Noruega       | Team Sparebanken Vest       |
| Gunnar Eidsheim        | 11/09/1981 | Noruega       | Team Sparebanken Vest       |
| Knut Anders Fostervold | 04/10/1971 | Noruega       | Neoprofissional             |
| Morten Hegreberg       | 11/06/1977 | Noruega       | Team Sparebanken Vest       |
| Kjetil Ingvaldsen      | 15/02/1974 | Noruega       | Neoprofissional             |
| Preben Kristensen      | 04/03/1983 | Noruega       | Neoprofissional             |
| Tamas Lengyel          | 12/11/1980 | Hungria       | Neoprofissional             |
| Martin Prazdnovsky     | 22/10/1975 | Sérvia        | CK ZP Sport A.S. Podbrezova |
| Joakim Prestmo         | 23/10/1981 | Noruega       | Neoprofissional             |
| Stian Remme            | 04/06/1982 | Noruega       | Team Sparebanken Vest       |
| Morten Stordal         | 11/12/1980 | Noruega       | Neoprofissional             |
| Runne Stordal          | 08/04/1979 | Noruega       | Neoprofissional             |

### 2007
| Nome                      | Nascimento | Nacionalidade | Equipa de 2006           |
| Tom-André Enaes           | 17/11/1988 | Noruega       | Neoprofissional          |
| Morten Hegreberg          | 11/06/1977 | Noruega       | Team Sparebanken Vest    |
| Roy Hegreberg             | 25/03/1981 | Noruega       | Glud & Marstrand-Horsens |
| Kjetil Ingvaldsen         | 15/02/1974 | Noruega       | Team Sparebanken Vest    |
| Preben Kristensen         | 04/03/1983 | Noruega       | Team Sparebanken Vest    |
| Tamas Lengyel             | 12/11/1980 | Hungria       | Team Sparebanken Vest    |
| Anders Lund               | 28/02/1988 | Noruega       | Neoprofissional          |
| Haavard Nybø              | 11/04/1983 | Noruega       | Glud & Marstrand-Horsens |
| Martin Prazdnovsky        | 22/10/1975 | Sérvia        | Team Sparebanken Vest    |
| Christer Rake             | 19/03/1987 | Noruega       | Glud & Marstrand-Horsens |
| Stian Remme               | 04/06/1982 | Noruega       | Team Sparebanken Vest    |
| Sondre Gjerdevik Sørtveit | 15/08/1988 | Noruega       | Neoprofissional          |
| Ken Sebastian Vassdal     | 11/04/1988 | Noruega       | Neoprofissional          |

### 2008
| Nome                      | Nascimento | Nacionalidade | Equipa de 2007        |
| Tom-André Enaes           | 17/11/1988 | Noruega       | Team Sparebanken Vest |
| Morten Hegreberg          | 11/06/1977 | Noruega       | Team Sparebanken Vest |
| Kjetil Ingvaldsen         | 15/02/1974 | Noruega       | Team Sparebanken Vest |
| Preben Kristensen         | 04/03/1983 | Noruega       | Team Sparebanken Vest |
| Tamas Lengyel             | 12/11/1980 | Hungria       | Team Sparebanken Vest |
| Anders Lund               | 28/02/1988 | Noruega       | Team Sparebanken Vest |
| Haavard Nybø              | 11/04/1983 | Noruega       | Team Sparebanken Vest |
| Christer Rake             | 19/03/1987 | Noruega       | Team Sparebanken Vest |
| Stian Remme               | 04/06/1982 | Noruega       | Team Sparebanken Vest |
| Sondre Gjerdevik Sørtveit | 15/08/1988 | Noruega       | Team Sparebanken Vest |
| Ken Sebastian Vassdal     | 11/04/1988 | Noruega       | Team Sparebanken Vest |

## Sparebanken Vest-Ridley

### 2009
| Nome              | Nascimento | Nacionalidade | Equipa de 2008          |
| Geir Inge Berg    | 23/03/1979 | Noruega       | Neoprofissional         |
| Magnus Bergseth   | 13/02/1984 | Noruega       | Neoprofissional         |
| Otto Eikeseth     | 21/05/1984 | Noruega       | Neoprofissional         |
| Jan Fredrik Grue  | 17/04/1988 | Noruega       | Neoprofissional         |
| Roy Hegreberg     | 25/03/1981 | Noruega       | Team GLS-Pakke Shop     |
| Anders Lund       | 28/02/1988 | Noruega       | Team Sparebanken Vest   |
| Haavard Nybø      | 11/04/1983 | Noruega       | Team Sparebanken Vest   |
| Christer Rake     | 19/03/1987 | Noruega       | Team Sparebanken Vest   |
| Michael Stevenson | 10/07/1984 | Suécia        | Amore & Vita-McDonald's |
| Johan Ziesler     | 19/10/1990 | Noruega       | Neoprofissional         |

### 2010
| Nome                  | Nascimento | Nacionalidade | Equipa de 2009          |
| Geir Inge Berg        | 23/03/1979 | Noruega       | Sparebanken Vest-Ridley |
| Filip Eidsheim        | 16/02/1990 | Noruega       | Neoprofissional         |
| Jan Fredrik Grue      | 17/04/1988 | Noruega       | Sparebanken Vest-Ridley |
| Roy Hegreberg         | 25/03/1981 | Noruega       | Sparebanken Vest-Ridley |
| Daniel Egeland Jarstø | 18/05/1990 | Noruega       | Neoprofissional         |
| Anders Lund           | 28/02/1988 | Noruega       | Sparebanken Vest-Ridley |
| Frode Solberg         | 26/11/1987 | Noruega       | Neoprofissional         |
| Christofer Stevenson  | 25/04/1982 | Suécia        | Team Capinordic         |
| Michael Stevenson     | 10/07/1984 | Suécia        | Sparebanken Vest-Ridley |
| Johan Ziesler         | 19/10/1990 | Noruega       | Sparebanken Vest-Ridley |

1. 1 2  Desde 1 de julho.

| Stagiaire          | Nascimento | Nacionalidade | Equipa de 2010 |
| Håvard Blikra      | 02/11/1991 | Noruega       |                |
| Ole Martin Ølmheim | 21/07/1990 | Noruega       |                |

## Team Oster Hus-Ridley

### 2011
- Nota: A equipa começou no ano denominando-se Sparebanken Vest-Ridley mas em agosto muda de patrocinador e começa-se a chamar Team Oster Hus-Ridley.

| Nome                  | Nascimento | Nacionalidade | Equipa de 2010                      |
| Håvard Blikra         | 02/11/1991 | Noruega       | Sparebanken Vest-Ridley (Stagiaire) |
| Filip Eidsheim        | 16/02/1990 | Noruega       | Sparebanken Vest-Ridley             |
| Roy Hegreberg         | 25/03/1981 | Noruega       | Sparebanken Vest-Ridley             |
| Daniel Egeland Jarstø | 18/05/1990 | Noruega       | Sparebanken Vest-Ridley             |
| Ole Martin Ølmheim    | 21/07/1990 | Noruega       | Sparebanken Vest-Ridley (Stagiaire) |
| Frode Solberg         | 26/11/1987 | Noruega       | Sparebanken Vest-Ridley             |
| Christofer Stevenson  | 25/04/1982 | Suécia        | Sparebanken Vest-Ridley             |
| Michael Stevenson     | 10/07/1984 | Suécia        | Sparebanken Vest-Ridley             |
| Johan Ziesler         | 19/10/1990 | Noruega       | Sparebanken Vest-Ridley             |

| Stagiaire            | Nascimento | Nacionalidade | Equipa de 2011 |
| Sven Erik Bystrøm    | 21/01/1992 | Noruega       |                |
| Fredrik Strand Galta | 19/10/1992 | Noruega       |                |

### 2012
| Nome                     | Nascimento | Nacionalidade | Equipa de 2011                    |
| Håvard Blikra            | 02/11/1991 | Noruega       | Team Oster Hus-Ridley             |
| Kristian Dyrnes          | 20/04/1992 | Noruega       | Neoprofissional                   |
| Sven Erik Bystrøm        | 21/01/1992 | Noruega       | Team Oster Hus-Ridley (stagiaire) |
| Filip Eidsheim           | 16/02/1990 | Noruega       | Team Oster Hus-Ridley             |
| Fredrik Strand Galta     | 19/10/1992 | Noruega       | Team Oster Hus-Ridley (stagiaire) |
| Daniel Egeland Jarstø    | 18/05/1990 | Noruega       | Team Oster Hus-Ridley             |
| Frans-Leonard Markaskard | 27/10/1990 | Noruega       | Ringeriks-Kraft                   |
| Ole Martin Ølmheim       | 21/07/1990 | Noruega       | Team Oster Hus-Ridley             |
| Johan Ziesler            | 19/10/1990 | Noruega       | Team Oster Hus-Ridley             |

| Stagiaire               | Nascimento | Nacionalidade | Equipa de 2012 |
| Daniel Hoelgaard        | 01/07/1993 | Noruega       |                |
| Tormod Hausken Jacobsen | 17/08/1993 | Noruega       |                |

### 2013
| Nome                     | Nascimento | Nacionalidade | Equipa de 2012                    |
| Håvard Blikra            | 02/11/1991 | Noruega       | Team Oster Hus-Ridley             |
| Sven Erik Bystrøm        | 21/01/1992 | Noruega       | Team Oster Hus-Ridley             |
| Kristian Dyrnes          | 20/04/1992 | Noruega       | Team Oster Hus-Ridley             |
| Filip Eidsheim           | 16/02/1990 | Noruega       | Team Oster Hus-Ridley             |
| Fredrik Strand Galta     | 19/10/1992 | Noruega       | Team Oster Hus-Ridley             |
| Nicholas Hammersland     | 14/08/1993 | Noruega       | Neoprofissional                   |
| Tormod Hausken Jacobsen  | 17/08/1993 | Noruega       | Team Oster Hus-Ridley (stagiaire) |
| Daniel Egeland Jarstø    | 18/05/1990 | Noruega       | Team Oster Hus-Ridley             |
| August Jensen            | 29/08/1991 | Noruega       | Neoprofissional                   |
| Oscar Landa              | 15/08/1993 | Noruega       | Neoprofissional                   |
| Frans-Leonard Markaskard | 27/10/1990 | Noruega       | Team Oster Hus-Ridley             |

### 2014

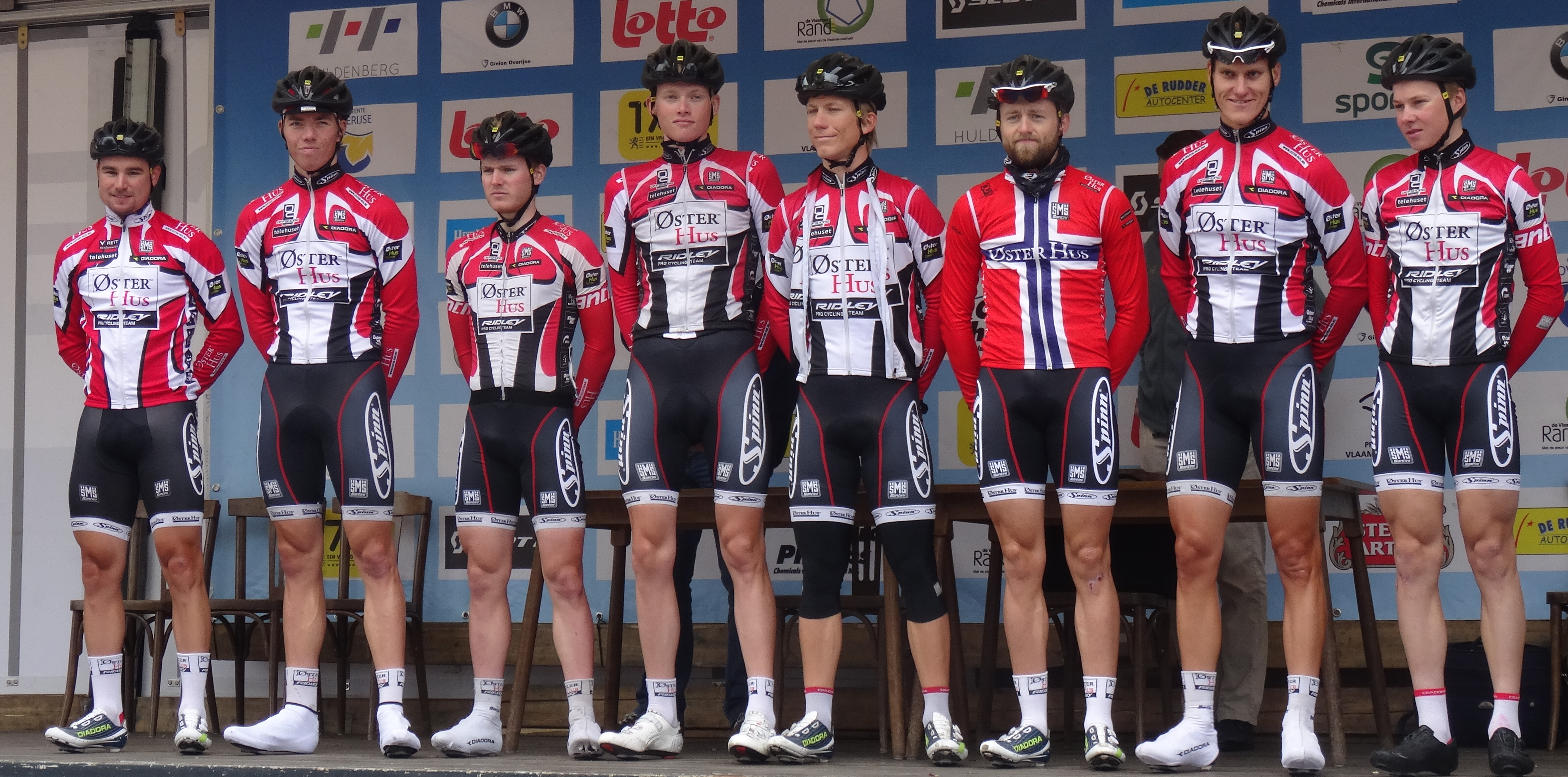
A equipa em 2014

| Nome                    | Nascimento | Nacionalidade | Equipa de 2013          |
| Jonas Abrahamsen        | 20/09/1995 | Noruega       | Motiv3 Pro-Cycling Team |
| Håvard Blikra           | 02/11/1991 | Noruega       | Team Oster Hus-Ridley   |
| Magnus Børresen         | 18/09/1988 | Noruega       | OneCo-Trek Cycling Team |
| Sven Erik Bystrøm       | 21/01/1992 | Noruega       | Team Oster Hus-Ridley   |
| Kristian Dyrnes         | 20/04/1992 | Noruega       | Team Oster Hus-Ridley   |
| Fredrik Strand Galta    | 19/10/1992 | Noruega       | Team Oster Hus-Ridley   |
| Krister Hagen           | 12/01/1989 | Noruega       | OneCo-Trek Cycling Team |
| Nicholas Hammersland    | 14/08/1993 | Noruega       | Team Oster Hus-Ridley   |
| Tormod Hausken Jacobsen | 17/08/1993 | Noruega       | Team Oster Hus-Ridley   |
| August Jensen           | 29/08/1991 | Noruega       | Team Oster Hus-Ridley   |
| Oscar Landa             | 15/08/1993 | Noruega       | Team Oster Hus-Ridley   |

1. ↑  Desde 18 de junho.
2. ↑  Até 1 de agosto.

## Team Coop-Oster Hus

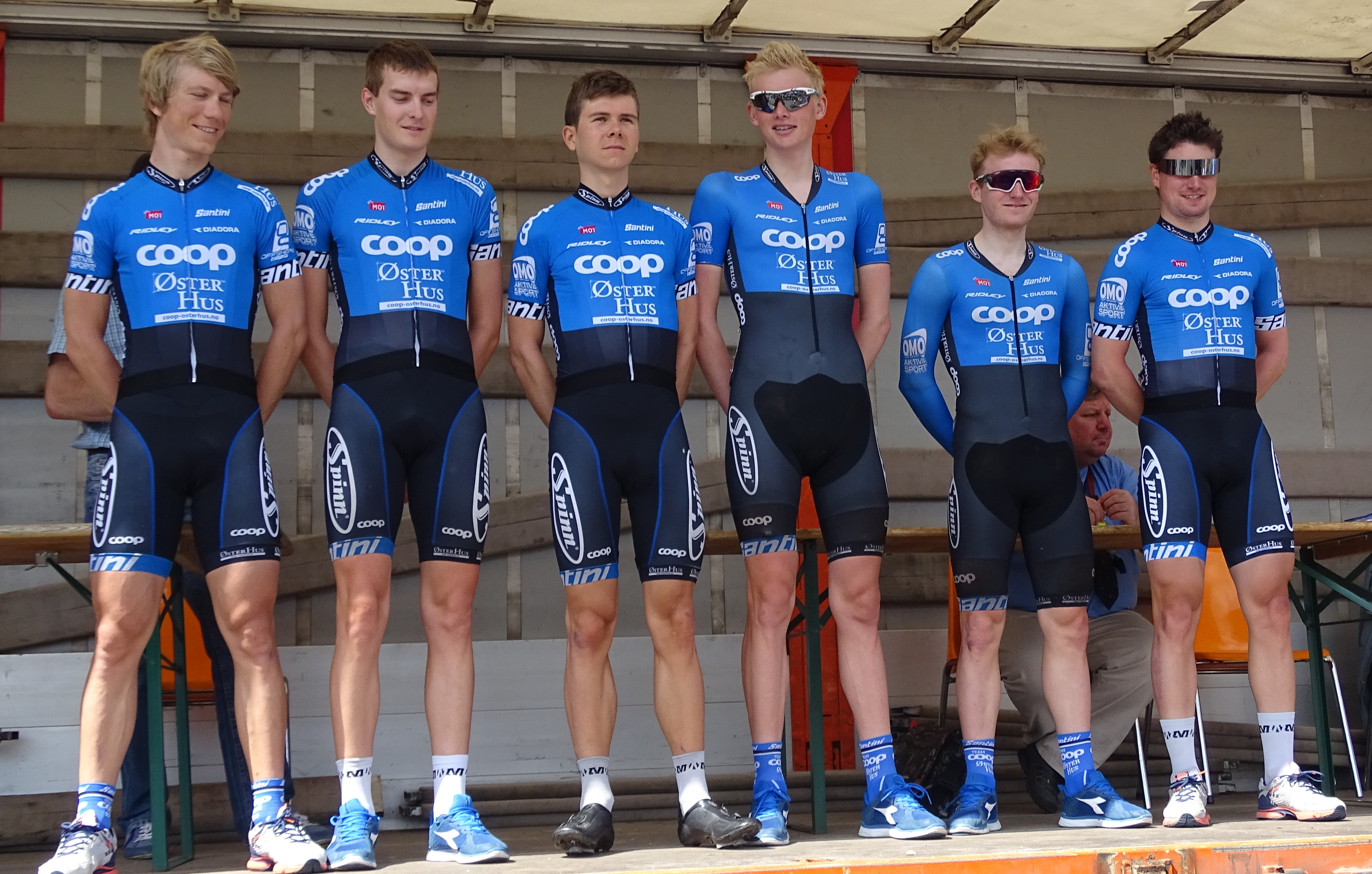
A equipa em 2015

### 2015
| Nome                    | Nascimento | Nacionalidade | Equipa de 2014        |
| Hakon Frengstad Berger  | 24/08/1992 | Noruega       | Team Ringeriks-Kraft  |
| Håvard Blikra           | 02/11/1991 | Noruega       | Team Oster Hus-Ridley |
| Magnus Børresen         | 18/09/1988 | Noruega       | Team Oster Hus-Ridley |
| Kristian Dyrnes         | 20/04/1992 | Noruega       | Team Oster Hus-Ridley |
| Fredrik Strand Galta    | 19/10/1992 | Noruega       | Team Oster Hus-Ridley |
| Krister Hagen           | 12/01/1989 | Noruega       | Team Oster Hus-Ridley |
| Markus Hoelgaard        | 04/10/1994 | Noruega       | Etixx-iHNed           |
| Tormod Hausken Jacobsen | 17/08/1993 | Noruega       | Team Oster Hus-Ridley |
| August Jensen           | 29/08/1991 | Noruega       | Team Oster Hus-Ridley |
| Oscar Landa             | 15/08/1993 | Noruega       | Team Oster Hus-Ridley |

| Stagiaire     | Nascimento | Nacionalidade | Equipa de 2015 |
| Andreas Olsen | 19/03/1994 | Noruega       |                |

### 2016
| Nome                   | Nascimento | Nacionalidade | Equipa de 2015                  |
| Ole Andre Austevoll    | 15/04/1994 | Noruega       | Team Fixit.no                   |
| Hakon Frengstad Berger | 24/08/1992 | Noruega       | Team Coop-Oster Hus             |
| Erlend Blikra          | 11/01/1997 | Noruega       | Neoprofissional                 |
| Håvard Blikra          | 02/11/1991 | Noruega       | Team Coop-Oster Hus             |
| Magnus Børresen        | 18/09/1988 | Noruega       | Team Coop-Oster Hus             |
| Kristian Dyrnes        | 20/04/1992 | Noruega       | Team Coop-Oster Hus             |
| Krister Hagen          | 12/01/1989 | Noruega       | Team Coop-Oster Hus             |
| August Jensen          | 29/08/1991 | Noruega       | Team Coop-Oster Hus             |
| Oscar Landa            | 15/08/1993 | Noruega       | Team Coop-Oster Hus             |
| Øivind Lukkedahl       | 19/06/1994 | Noruega       | Team Ringeriks - Kraft          |
| Andreas Olsen          | 19/03/1994 | Noruega       | Team Coop-Oster Hus (stagiaire) |
| Even Rege              | 24/04/1994 | Noruega       | Team Fixit.no                   |

1. ↑  Desde 16 de junho.

Stagiaires

Desde 1 de agosto, os seguintes corredores passaram a fazer parte da equipa como stagiaires (aprendizes à prova).
| Corredor     | Nascimento | Nacionalidade | Equipa de 2016 |
| ------------ | ---------- | ------------- | -------------- |
| Anton Tunset | 10/12/1997 | Noruega       |                |

## Team Coop

### 2017
| Nomeie               | Nascimento | Nacionalidade | Equipa de 2016                  |
| Håkon Aalrust        | 05/01/1998 | Noruega       | Neoprofissional                 |
| Ole Andre Austevoll  | 15/04/1994 | Noruega       | Team Coop-Oster Hus             |
| Erlend Blikra        | 11/01/1997 | Noruega       | Team Coop-Oster Hus             |
| Håvard Blikra        | 02/11/1991 | Noruega       | Team Coop-Oster Hus             |
| Fredrik Strand Galta | 19/10/1992 | Noruega       | Delko Marseille Provence KTM    |
| Krister Hagen        | 12/01/1989 | Noruega       | Team Coop-Oster Hus             |
| Gustav Höög          | 11/04/1995 | Suécia        | Team Tre Berg-Bianchi           |
| August Jensen        | 29/08/1991 | Noruega       | Team Coop-Oster Hus             |
| Joakim Kjemhus       | 03/09/1998 | Noruega       | Neoprofissional                 |
| Philip Lindau        | 18/08/1991 | Suécia        | Team Joker Byggtorget           |
| Øivind Lukkedahl     | 19/06/1994 | Noruega       | Team Coop-Oster Hus             |
| Andreas Olsen        | 19/03/1994 | Noruega       | Team Coop-Oster Hus             |
| Even Rege            | 24/04/1994 | Noruega       | Team Coop-Oster Hus             |
| Anton Tunset         | 10/12/1997 | Noruega       | Team Coop-Oster Hus (stagiaire) |

1. ↑  Desde 31 de maio.
2. 1 2  Desde 1 de junho.

### 2018
| Nome               | Nascimento | Nacionalidade | Equipa de 2017            |
| Håkon Aalrust      | 05/01/1998 | Noruega       | Team Coop                 |
| Kristian Aasvold   | 30/05/1995 | Noruega       | Team Sparebanken Sør      |
| Jon-Anders Bekken  | 22/11/1998 | Noruega       | Team Fixit.no (stagiaire) |
| Louis Bendixen     | 23/06/1992 | Dinamarca     | ColoQuick-Cult            |
| Erlend Blikra      | 11/01/1997 | Noruega       | Team Coop                 |
| Krister Hagen      | 12/01/1989 | Noruega       | Team Coop                 |
| Olav Hjemsæter     | 26/12/1999 | Noruega       | Neoprofissional           |
| Gustav Höög        | 11/04/1995 | Suécia        | Team Coop                 |
| Joakim Kjemhus     | 03/09/1998 | Noruega       | Team Coop                 |
| Fredrik Ludvigsson | 28/04/1994 | Suécia        | Christina Jewelry-Kuma    |
| Øivind Lukkedahl   | 19/06/1994 | Noruega       | Team Coop                 |
| Trond Trondsen     | 08/04/1994 | Noruega       | Team Sparebanken Sør      |
| Anton Tunset       | 10/12/1997 | Noruega       | Team Coop                 |

1. ↑  Desde 1 de julho.

### 2019
| Nomeie           | Nascimento | Nacionalidade | Equipa de 2018              |
| Håkon Aalrust    | 05/01/1998 | Noruega       | Team Coop                   |
| Kristian Aasvold | 30/05/1995 | Noruega       | Team Coop                   |
| Louis Bendixen   | 23/06/1992 | Dinamarca     | Team Coop                   |
| Erlend Blikra    | 11/01/1997 | Noruega       | Team Coop                   |
| Jacob Eriksson   | 01/10/1999 | Suécia        | DESTIL-Parkhotel Valkenburg |
| Olav Hjemsæter   | 26/12/1999 | Noruega       | Team Coop                   |
| Erik Lunder      | 09/06/1999 | Noruega       | Neoprofissional             |
| Thomas Ognedal   | 15/05/1999 | Noruega       | Neoprofissional             |
| Andre Sotberg    | 26/03/1997 | Noruega       | Neoprofissional             |
| Trond Trondsen   | 08/04/1994 | Noruega       | Team Coop                   |

1. ↑  Desde 29 de abril.